# Financial Times
A Financial Times (rövidítve FT) egy brit nemzetközi, gazdasággal és pénzüggyel foglalkozó napilap, melyet 1888-ban alapítottak. Székhelye Londonban található. 1893 óta rózsaszín papírra nyomják az újságot. Online változata fizetési falat alkalmaz.